# Supercoppa russa 2018 (pallavolo maschile)
La Supercoppa russa 2018 si è svolta il 17 novembre 2018: al torneo, dedicato alla memoria del pallavolista e allenatore Aleksej Jakušev, hanno partecipato due squadre di club russe e la vittoria finale è andata per la settima volta, la quarta consecutiva, allo Zenit-Kazan.

## Regolamento
Le squadre hanno disputato una gara unica, valida peraltro anche per la quinta giornata di regular season del campionato 2018-19.

## Squadre partecipanti
| Squadra               | Qualificazione                                      | Ultima partecipazione |
| --------------------- | --------------------------------------------------- | --------------------- |
| Zenit-Kazan           | Vincitrice Superliga 2017-18 e Coppa di Russia 2017 | Supercoppa russa 2017 |
| Zenit San Pietroburgo | 2ª in Superliga 2017-18                             | Debutto               |

## Torneo
| 17 novembre 2018 Centr volejbola Sankt-Peterburg, Kazan' Durata: 1h:40 - Spettatori: 3 850 | Zenit-Kazan | 3 - 1 | Zenit San Pietroburgo | 25-16, 21-25, 25-15, 25-20 |